# Heinrich Heine
Christian Johann Heinrich Heine, właśc. Harry Chaim Heine (ur. 13 grudnia 1797 w Düsseldorfie, zm. 17 lutego 1856 w Paryżu) – niemiecki poeta żydowskiego pochodzenia, przedstawiciel romantyzmu, jeden z najwybitniejszych niemieckich liryków, prozaik, publicysta.

## Życiorys
Urodził się w rodzinie żydowskiej, jego ojciec był kupcem. Wychowywał się w Düsseldorfie, gdzie w latach 1795–1815 panowali z przerwami Francuzi, co miało dla niego duże znaczenie, gdyż zniesiono wtedy liczne utrudnienia dla ludności żydowskiej. Heine stał się wtedy zwolennikiem Napoleona Bonaparte. 
Przez większość swej młodości pozostawał pod wpływem swego stryja Salomona Heinego, hamburskiego milionera i bankiera. Po ukończeniu nauki w liceum w Düsseldorfie podjął nieudaną próbę zostania przedsiębiorcą (najpierw zajmował się bankowością, a później handlem detalicznym). W końcu jego stryj zdecydował się finansować jego studia. Studiował na uniwersytetach w Bonn, Getyndze, Berlinie i ponownie w Getyndze. W lipcu 1825 r. ukończył studia i uzyskał tytuł doktora prawa. W tym samym roku, aby otworzyć sobie możliwość kariery w służbie cywilnej (niedostępnej wówczas dla Żydów), niechętnie i z pewnymi oporami przeszedł na protestantyzm. Nigdy jednak nie wykonywał zawodu prawnika, ani nie piastował stanowiska w administracji państwowej, a lata studenckie poświęcił głównie poezji, literaturze i historii, a nie studiom prawniczym. Te zawodowe niepowodzenia wynikały przede wszystkim z niechęci państwowych instytucji do liberalnych, i w tym czasie politycznie podejrzanych, poglądów Heinego. W tej sytuacji przeprowadził się do Hamburga i zaczął działalność jako pisarz niezależny.
Niewiele wiadomo o okresie życie Heinego przed podjęciem studiów. Najprawdopodobniej zakochał się w jednej z córek swego stryja, a możliwe że w obu. Żadna z nich nie miała jednak zamiaru powierzyć swej przyszłości marzycielskiemu i nieudolnemu kuzynowi. Doświadczenie to pogrążyło go w rozpaczy, a w ciągu lat przyczyniło się do powstania wierszy, które później zostały zebrane i wydane w Księdze pieśni.
Jesienią 1824 wyruszył w pieszą wędrówkę przez góry Harz i napisał o niej niewielką książkę (Die Harzreise), która stała się później pierwszą częścią czterotomowego dzieła Reisebilder (1826–1831; Obrazy z podróży, wyd. pol. 1879). Niektóre fragmenty pochodzą z podróży do Anglii w 1827 i z wyprawy do Włoch w 1828 r. Ten pierwszy tom Reisebilder  ukazał się w wydawnictwie Juliusa Campego (1792–1867), wnuka Joachima Heinricha Campego.
W 1830, gdy we Francji wybuchła rewolucja lipcowa, Heine w przeciwieństwie do wielu współczesnych mu liberałów i radykałów nie pospieszył natychmiast do Paryża, lecz nadal poszukiwał płatnego zajęcia w Niemczech. Wiosną 1831 udał się w końcu do Paryża, gdzie miał spędzić resztę życia. Początkowo pociągnęła go nowa ideologia socjalizmu utopijnego (Saint-Simona). W Paryżu stał się czołową osobowością literacką i poznał wielu wybitnych ludzi tamtych czasów.
W 1834 poznał sprzedawczynię C.E. Mirat (nazywał ją Matyldą), która została jego kochanką, a w 1841 żoną.
Jego twórczość po roku 1830 uległa upolitycznieniu i znacznemu sformalizowaniu. Jego dzieła stanowiły ostrą krytykę niemieckiej myśli intelektualnej i literatury, np. Zur Geschichte der Religion und Philosophie in Deutschland 1834–1835. Wkrótce sprowadziły na niego poważne kłopoty z niemiecką cenzurą. Pod koniec 1835 roku Niemiecki Parlament Federalny usiłował wprowadzić ogólnokrajowy zakaz wydawania wszystkich dzieł Heinego. Został otoczony policyjnymi szpiegami, a jego dobrowolne wygnanie stało się przymusowym. W 1843 poznał Karola Marksa, z którym pozostawał w dobrych, a nawet bliskich stosunkach. Jednak nigdy nie spodobała mu się ideologia komunistyczna, która nie pasowała do jego ideału rewolucji radości i zmysłowości. Mniej więcej z tego czasu pochodzi satyra Deutschland, Ein Wintermärchen (Niemcy. Baśń Zimowa, wyd. pol. 1897) oraz epos Atta Toroll. Ein Sommernachtstraum (1842; Atta Troll. Sen nocy letniej, wyd. pol. 1887). Tłumaczką jego dzieł była Bertha Badt-Strauss.
Chociaż Heine nigdy nie znalazł się w skrajnej biedzie, to jednak zawsze cierpiał na brak pieniędzy i kiedy jego stryj zmarł, wydziedziczając go, poeta rozpoczął ostrą walkę o spadek, zakończoną przyznaniem rodzinie stryja prawa do cenzurowania jego utworów. W ten sposób duża część jego pamiętników nie ujrzała najprawdopodobniej światła dziennego. Informacja ujawniona po Wiośnie Ludów (1848), że Heine otrzymywał potajemnie pensję od rządu francuskiego, postawiła go w jeszcze trudniejszym położeniu.

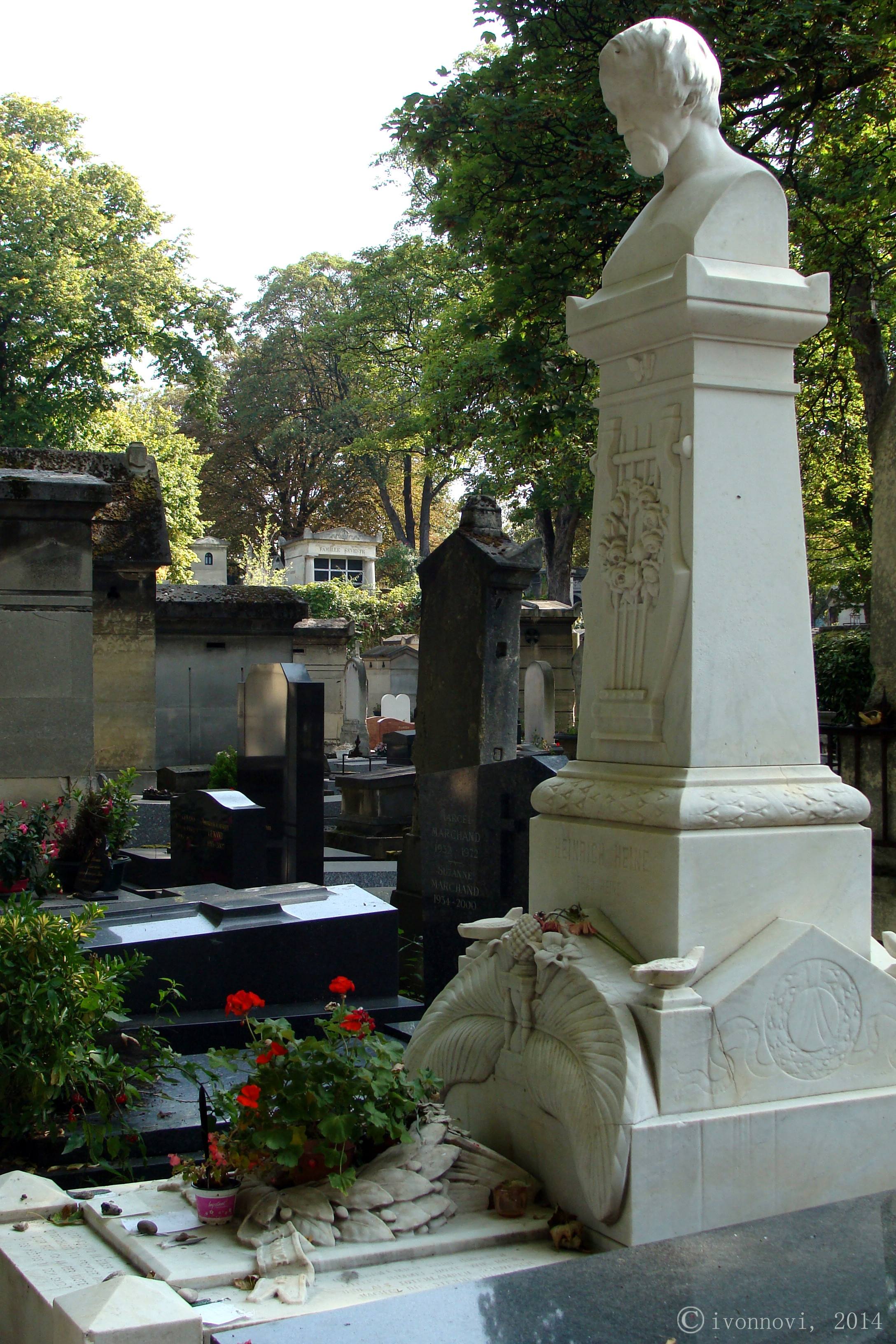
Grób Heinego na cmentarzu Montmartre w Paryżu

Heine cierpiał na chorobę weneryczną (prawdopodobnie kiłę), przez którą od wiosny 1848 był przykuty do łóżka, sparaliżowany, męczony skurczami i częściowo niewidomy. Wyrzekł się wtedy swojej wiary w boskość człowieka i uznał osobowego Boga, aby sprzeczać się z nim o niesprawiedliwe rządzenie światem. Poeta zmarł w 1856 po prawie ośmiu latach strasznych cierpień. Został pochowany na cmentarzu Montmartre.
Swą wysoką pozycję zawdzięcza swej poezji lirycznej, w szczególności utworom składającym się na „Księgę pieśni” (1827, wyd. pol. 1880). Do wielu jego utworów muzykę skomponowali Robert Schumann i Franz Schubert.
Heine był ulubionym poetą polskich poetów okresu pozytywizmu. Jego wiersze tłumaczyli Adam Asnyk, Felicjan Faleński, Marian Gawalewicz, Czesław Jankowski, Maria Konopnicka, Adam Konopnicki, Aleksander Kraushar, Miron (Aleksander Michaux). Współczesne przekłady Heinego tworzyli m.in. Stanisław Jerzy Lec i Robert Stiller.

## Kontrowersje
Heine był poetą kontrowersyjnym. Jego agresywne satyry i radykalny światopogląd sprawiały, że wielu uważało go za pozbawionego patriotyzmu.
Czynione pod koniec XIX i na początku. XX w. próby wzniesienia mu pomników w różnych miastach niemieckich wzbudzały silne protesty. Ze względu na popularność wielu z jego wierszy naziści zostali zmuszeni (zdaniem zwolenników nazizmu) do włączenia ich do antologii, opatrując je notką „autor nieznany”.
Przez dziesięciolecia jego literackie znaczenie było większe za granicą, zwłaszcza we Francji, Anglii i Ameryce.
Obecnie ocena roli politycznej Heinego i jej związku z marksizmem stanowi nadal przedmiot sporów.